# Marcello Malpighi
Marcello Malpighi (Crevalcore, prop de Bolonya, 10 de març de 1628 - Roma, 29 o 30 de novembre de 1694) va ser un metge, anatomista i fisiòleg italià que va donar nom a diverses estructures biològiques com el sistema de tubs de Malpighi, el corpuscle de Malpighi o la piràmide de Malpighi. Es considera el fundador de la microscòpia anatòmica i de la histologia. Ja mort aquest Linnaeus va donar el nom del gènere de plantes Malpighia en el seu honor, aquest gènere és el gènere tipus de la família Malpighiaceae.

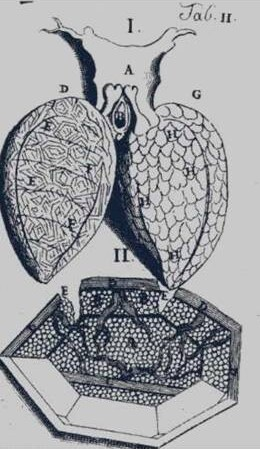
Taula de De pulmonibus observationes anatomicae, 1661

El gener de 1646 es va inscriure a la Universitat de Bolonya. El 1649 moriren els seus dos pares i ell va haver d'ocupar-se dels seus vuit germans i decidí fer-se metge especialitzant-se en anatomia. A la Universitat l'autoritat de Galè encara no es discutia
El 1656, essent ja metge, invitat per l'arxiduc Leopold de Toscana, va passar a ser professor a la Universitat de Pisa, allà va ser membre de l'Accademia del Cimento, que pretenia ser hereva del ciència de Galileu. El seu amic el matemàtic Giovanni Alfonso Borelli el va introduir a l'observació de la ciència segons els principis de Descartes i considerar els animals dintre de la mecànica. També Malpighi entrarà i continuarà tota la seva vida en l'ús del microscopi
El 1659 tornà a la Universitat de Bolonya i allà va fer les seves primeres observacions importants al microscopi.
La seva principal aportació va ser l'observació dels capil·lars, comunicacions arterio-venoses del pulmó i ramificacions bronquials, que recull la seva obra De Pulmonibus epistolae (1661).
En una sèrie de cartes dirigides a Borelli, Malpighi descriu l'estructura fina dels pulmons.
Amb la descripció dels alvèols Malpighi assentà les bases per una teoria de la respiració i demostrà que el sistema de circulació de la sang proposat per William Harvey era efectivament tancat. Després Malpighi es traslladà a la Universitat de Messina. Publicà el 1665 tres opuscles: De lingua, De cerebro i De externo tactus organo, centrat sobre els sentits del gust, sobre el funcionament del cervell i sobre el sentit del tacte.
En l'obra De viscerum structura Malpighi posa en evidència el complex sistema del fol·licles, tubs i vasos dels ronyons.
Va ser entre els primers a estudiar les empremtes digitals.
Va col·laborar amb la Royal Society de Londres que des de 1669 publicarà totes les seves obres i el 1687 la Royal Society publicà l'Opera omnia de Malpighi.

Marcello Malpighi, Opera omnia

Opere, 1687

El 1691 el cardenal de Bolonya Pietro Antonio Pignatelli va ser elegit papa (Innocenci XII) ell va voler que Malpighi anés a Roma i va ser nomenat "cameriere segreto partecipante", un títol equivalent a monsenyor.

## Obra
- De pulmonibus observationes anatomicae (Observations anatomiques sur les poumons), Bologne, Giovanni Battista Ferroni, 1661 ; La Haye 1663 ; Leyde 1672 ; Francfort 1678.
  - Edició de 1672 [arxiu], dins el mateix volum que De pulmonum substantia et motu diatribe de Thomas Bartholin, Leyde, F. Lopez, 1672.
  - en italien, par L. Belloni, Milan, 1958.
- Epistolæ anatomicæ de cerebro ac lingua, Bolonya, 1665.
- De externo tactus organo anatomica observatio, Napols, 1665.
- Dissertatio Epistolica de formatione pulli in ovo. Londres 1666, 1674.

- De viscerum structura … Exercitatio anatomica [arxiu], Bolonya 1666 ; Amsterdam 1669 ; Londres 1669 ; Iena 1677 et 1683 ; Francfort 1678.
  - Discours anatomiques sur la structure des viscères [arxiu], Paris, 1683 ; Montpellier, 1683 — Digitalitzat també [arxiu] par BIU Santé.

- Anatome plantarum, Londres, J. Martyn.

1. Anatome plantarum [archive] (Primera part), 1675.
2. Anatomes plantarum pars altera [archive] (Segona part), 1679.

- Dissertatio epistolica de bombyce [archive] (Dissertation en forme de lettre sur le ver à soie), Londres, John Martyn et James Allestry, 1669.
  - (fr) La structure du ver à soie et De la formation du poulet dans l'œuf [archive], Paris, Maurice Villery, 1686 — Pel text llatí de La formation… (De formatione pulli in ovo 1666), consulteu a mun.
  - (fr) (la) Traité du ver à soie [archive], trad. E. Maillot, Montpellier, 1878 — L
- Opera omnia [archive] (Œuvres complètes), 2 vol., Londres, Robert Scott, 1686 ; Leyde 1687.
- De structura glandarum conglobatarum [archive], Londres 1689 ; Leyde, Pieter van der Aa, 1690.
- Opera posthuma … quibus praefixa est ejusdem vita a seipso scripta, Londres, A. & J. Churchill, 1697 ; Amsterdam 1698 ; Venise 1698 —

Obres pòstumes i autobiografia.
- En línia: édition [arxiu] d'Amsterdam, Gallet, 1700 — Autobiografia [archive], datada el16 novembre 1669 (tenia 41 anys)

- De hepate. Opera omnia, Leyde, Pieter van der Aa, 1699

- Consultationum medicinalium centuria prima [arxiu], Pavie 1713 ; Venise 1748.
- Reedició de totes les obres completes a Venècia 1733

Obres disponibles a Internet:
- Marcello Malpighi [arxiu], a l'Internet Archive.
- Marcello Malpighi [arxiu], a The Oneline Books.